# 1241
Portal Geschichte | Portal Biografien | Aktuelle Ereignisse | Jahreskalender | Tagesartikel

◄ |
12. Jahrhundert |
13. Jahrhundert
| 14. Jahrhundert | ►

◄ |
1210er |
1220er |
1230er |
1240er
| 1250er | 1260er | 1270er | ►

◄◄ |
◄ |
1237 |
1238 |
1239 |
1240 |
1241
| 1242 | 1243 | 1244 | 1245 | ► | ►►
Staatsoberhäupter  · Nekrolog
| Januar | Januar | Januar | Januar | Januar | Januar | Januar | Januar |
| Kw     | Mo     | Di     | Mi     | Do     | Fr     | Sa     | So     |
| 1      |        | 1      | 2      | 3      | 4      | 5      | 6      |
| 2      | 7      | 8      | 9      | 10     | 11     | 12     | 13     |
| 3      | 14     | 15     | 16     | 17     | 18     | 19     | 20     |
| 4      | 21     | 22     | 23     | 24     | 25     | 26     | 27     |
| 5      | 28     | 29     | 30     | 31     |        |        |        |
| ------ | ------ | ------ | ------ | ------ | ------ | ------ | ------ |

| Februar | Februar | Februar | Februar | Februar | Februar | Februar | Februar |
| Kw      | Mo      | Di      | Mi      | Do      | Fr      | Sa      | So      |
| 5       |         |         |         |         | 1       | 2       | 3       |
| 6       | 4       | 5       | 6       | 7       | 8       | 9       | 10      |
| 7       | 11      | 12      | 13      | 14      | 15      | 16      | 17      |
| 8       | 18      | 19      | 20      | 21      | 22      | 23      | 24      |
| 9       | 25      | 26      | 27      | 28      |         |         |         |
| ------- | ------- | ------- | ------- | ------- | ------- | ------- | ------- |

| März | März | März | März | März | März | März | März |
| Kw   | Mo   | Di   | Mi   | Do   | Fr   | Sa   | So   |
| 9    |      |      |      |      | 1    | 2    | 3    |
| 10   | 4    | 5    | 6    | 7    | 8    | 9    | 10   |
| 11   | 11   | 12   | 13   | 14   | 15   | 16   | 17   |
| 12   | 18   | 19   | 20   | 21   | 22   | 23   | 24   |
| 13   | 25   | 26   | 27   | 28   | 29   | 30   | 31   |
| ---- | ---- | ---- | ---- | ---- | ---- | ---- | ---- |

| April | April | April | April | April | April | April | April |
| Kw    | Mo    | Di    | Mi    | Do    | Fr    | Sa    | So    |
| 14    | 1     | 2     | 3     | 4     | 5     | 6     | 7     |
| 15    | 8     | 9     | 10    | 11    | 12    | 13    | 14    |
| 16    | 15    | 16    | 17    | 18    | 19    | 20    | 21    |
| 17    | 22    | 23    | 24    | 25    | 26    | 27    | 28    |
| 18    | 29    | 30    |       |       |       |       |       |
| ----- | ----- | ----- | ----- | ----- | ----- | ----- | ----- |

| Mai | Mai | Mai | Mai | Mai | Mai | Mai | Mai |
| Kw  | Mo  | Di  | Mi  | Do  | Fr  | Sa  | So  |
| 18  |     |     | 1   | 2   | 3   | 4   | 5   |
| 19  | 6   | 7   | 8   | 9   | 10  | 11  | 12  |
| 20  | 13  | 14  | 15  | 16  | 17  | 18  | 19  |
| 21  | 20  | 21  | 22  | 23  | 24  | 25  | 26  |
| 22  | 27  | 28  | 29  | 30  | 31  |     |     |
| --- | --- | --- | --- | --- | --- | --- | --- |

| Juni | Juni | Juni | Juni | Juni | Juni | Juni | Juni |
| Kw   | Mo   | Di   | Mi   | Do   | Fr   | Sa   | So   |
| 22   |      |      |      |      |      | 1    | 2    |
| 23   | 3    | 4    | 5    | 6    | 7    | 8    | 9    |
| 24   | 10   | 11   | 12   | 13   | 14   | 15   | 16   |
| 25   | 17   | 18   | 19   | 20   | 21   | 22   | 23   |
| 26   | 24   | 25   | 26   | 27   | 28   | 29   | 30   |
| ---- | ---- | ---- | ---- | ---- | ---- | ---- | ---- |

| Juli | Juli | Juli | Juli | Juli | Juli | Juli | Juli |
| Kw   | Mo   | Di   | Mi   | Do   | Fr   | Sa   | So   |
| 27   | 1    | 2    | 3    | 4    | 5    | 6    | 7    |
| 28   | 8    | 9    | 10   | 11   | 12   | 13   | 14   |
| 29   | 15   | 16   | 17   | 18   | 19   | 20   | 21   |
| 30   | 22   | 23   | 24   | 25   | 26   | 27   | 28   |
| 31   | 29   | 30   | 31   |      |      |      |      |
| ---- | ---- | ---- | ---- | ---- | ---- | ---- | ---- |

| August | August | August | August | August | August | August | August |
| Kw     | Mo     | Di     | Mi     | Do     | Fr     | Sa     | So     |
| 31     |        |        |        | 1      | 2      | 3      | 4      |
| 32     | 5      | 6      | 7      | 8      | 9      | 10     | 11     |
| 33     | 12     | 13     | 14     | 15     | 16     | 17     | 18     |
| 34     | 19     | 20     | 21     | 22     | 23     | 24     | 25     |
| 35     | 26     | 27     | 28     | 29     | 30     | 31     |        |
| ------ | ------ | ------ | ------ | ------ | ------ | ------ | ------ |

| September | September | September | September | September | September | September | September |
| Kw        | Mo        | Di        | Mi        | Do        | Fr        | Sa        | So        |
| 35        |           |           |           |           |           |           | 1         |
| 36        | 2         | 3         | 4         | 5         | 6         | 7         | 8         |
| 37        | 9         | 10        | 11        | 12        | 13        | 14        | 15        |
| 38        | 16        | 17        | 18        | 19        | 20        | 21        | 22        |
| 39        | 23        | 24        | 25        | 26        | 27        | 28        | 29        |
| 40        | 30        |           |           |           |           |           |           |
| --------- | --------- | --------- | --------- | --------- | --------- | --------- | --------- |

| Oktober | Oktober | Oktober | Oktober | Oktober | Oktober | Oktober | Oktober |
| Kw      | Mo      | Di      | Mi      | Do      | Fr      | Sa      | So      |
| 40      |         | 1       | 2       | 3       | 4       | 5       | 6       |
| 41      | 7       | 8       | 9       | 10      | 11      | 12      | 13      |
| 42      | 14      | 15      | 16      | 17      | 18      | 19      | 20      |
| 43      | 21      | 22      | 23      | 24      | 25      | 26      | 27      |
| 44      | 28      | 29      | 30      | 31      |         |         |         |
| ------- | ------- | ------- | ------- | ------- | ------- | ------- | ------- |

| November | November | November | November | November | November | November | November |
| Kw       | Mo       | Di       | Mi       | Do       | Fr       | Sa       | So       |
| 44       |          |          |          |          | 1        | 2        | 3        |
| 45       | 4        | 5        | 6        | 7        | 8        | 9        | 10       |
| 46       | 11       | 12       | 13       | 14       | 15       | 16       | 17       |
| 47       | 18       | 19       | 20       | 21       | 22       | 23       | 24       |
| 48       | 25       | 26       | 27       | 28       | 29       | 30       |          |
| -------- | -------- | -------- | -------- | -------- | -------- | -------- | -------- |

| Dezember | Dezember | Dezember | Dezember | Dezember | Dezember | Dezember | Dezember |
| Kw       | Mo       | Di       | Mi       | Do       | Fr       | Sa       | So       |
| 48       |          |          |          |          |          |          | 1        |
| 49       | 2        | 3        | 4        | 5        | 6        | 7        | 8        |
| 50       | 9        | 10       | 11       | 12       | 13       | 14       | 15       |
| 51       | 16       | 17       | 18       | 19       | 20       | 21       | 22       |
| 52       | 23       | 24       | 25       | 26       | 27       | 28       | 29       |
| 1        | 30       | 31       |          |          |          |          |          |
| -------- | -------- | -------- | -------- | -------- | -------- | -------- | -------- |

| Januar | Januar | Januar | Januar | Januar | Januar | Januar | Januar |
| Kw     | Mo     | Di     | Mi     | Do     | Fr     | Sa     | So     |
| 1      |        | 1      | 2      | 3      | 4      | 5      | 6      |
| 2      | 7      | 8      | 9      | 10     | 11     | 12     | 13     |
| 3      | 14     | 15     | 16     | 17     | 18     | 19     | 20     |
| 4      | 21     | 22     | 23     | 24     | 25     | 26     | 27     |
| 5      | 28     | 29     | 30     | 31     |        |        |        |
| ------ | ------ | ------ | ------ | ------ | ------ | ------ | ------ |

| Februar | Februar | Februar | Februar | Februar | Februar | Februar | Februar |
| Kw      | Mo      | Di      | Mi      | Do      | Fr      | Sa      | So      |
| 5       |         |         |         |         | 1       | 2       | 3       |
| 6       | 4       | 5       | 6       | 7       | 8       | 9       | 10      |
| 7       | 11      | 12      | 13      | 14      | 15      | 16      | 17      |
| 8       | 18      | 19      | 20      | 21      | 22      | 23      | 24      |
| 9       | 25      | 26      | 27      | 28      |         |         |         |
| ------- | ------- | ------- | ------- | ------- | ------- | ------- | ------- |

| März | März | März | März | März | März | März | März |
| Kw   | Mo   | Di   | Mi   | Do   | Fr   | Sa   | So   |
| 9    |      |      |      |      | 1    | 2    | 3    |
| 10   | 4    | 5    | 6    | 7    | 8    | 9    | 10   |
| 11   | 11   | 12   | 13   | 14   | 15   | 16   | 17   |
| 12   | 18   | 19   | 20   | 21   | 22   | 23   | 24   |
| 13   | 25   | 26   | 27   | 28   | 29   | 30   | 31   |
| ---- | ---- | ---- | ---- | ---- | ---- | ---- | ---- |

| April | April | April | April | April | April | April | April |
| Kw    | Mo    | Di    | Mi    | Do    | Fr    | Sa    | So    |
| 14    | 1     | 2     | 3     | 4     | 5     | 6     | 7     |
| 15    | 8     | 9     | 10    | 11    | 12    | 13    | 14    |
| 16    | 15    | 16    | 17    | 18    | 19    | 20    | 21    |
| 17    | 22    | 23    | 24    | 25    | 26    | 27    | 28    |
| 18    | 29    | 30    |       |       |       |       |       |
| ----- | ----- | ----- | ----- | ----- | ----- | ----- | ----- |

| Mai | Mai | Mai | Mai | Mai | Mai | Mai | Mai |
| Kw  | Mo  | Di  | Mi  | Do  | Fr  | Sa  | So  |
| 18  |     |     | 1   | 2   | 3   | 4   | 5   |
| 19  | 6   | 7   | 8   | 9   | 10  | 11  | 12  |
| 20  | 13  | 14  | 15  | 16  | 17  | 18  | 19  |
| 21  | 20  | 21  | 22  | 23  | 24  | 25  | 26  |
| 22  | 27  | 28  | 29  | 30  | 31  |     |     |
| --- | --- | --- | --- | --- | --- | --- | --- |

| Juni | Juni | Juni | Juni | Juni | Juni | Juni | Juni |
| Kw   | Mo   | Di   | Mi   | Do   | Fr   | Sa   | So   |
| 22   |      |      |      |      |      | 1    | 2    |
| 23   | 3    | 4    | 5    | 6    | 7    | 8    | 9    |
| 24   | 10   | 11   | 12   | 13   | 14   | 15   | 16   |
| 25   | 17   | 18   | 19   | 20   | 21   | 22   | 23   |
| 26   | 24   | 25   | 26   | 27   | 28   | 29   | 30   |
| ---- | ---- | ---- | ---- | ---- | ---- | ---- | ---- |

| Juli | Juli | Juli | Juli | Juli | Juli | Juli | Juli |
| Kw   | Mo   | Di   | Mi   | Do   | Fr   | Sa   | So   |
| 27   | 1    | 2    | 3    | 4    | 5    | 6    | 7    |
| 28   | 8    | 9    | 10   | 11   | 12   | 13   | 14   |
| 29   | 15   | 16   | 17   | 18   | 19   | 20   | 21   |
| 30   | 22   | 23   | 24   | 25   | 26   | 27   | 28   |
| 31   | 29   | 30   | 31   |      |      |      |      |
| ---- | ---- | ---- | ---- | ---- | ---- | ---- | ---- |

| August | August | August | August | August | August | August | August |
| Kw     | Mo     | Di     | Mi     | Do     | Fr     | Sa     | So     |
| 31     |        |        |        | 1      | 2      | 3      | 4      |
| 32     | 5      | 6      | 7      | 8      | 9      | 10     | 11     |
| 33     | 12     | 13     | 14     | 15     | 16     | 17     | 18     |
| 34     | 19     | 20     | 21     | 22     | 23     | 24     | 25     |
| 35     | 26     | 27     | 28     | 29     | 30     | 31     |        |
| ------ | ------ | ------ | ------ | ------ | ------ | ------ | ------ |

| September | September | September | September | September | September | September | September |
| Kw        | Mo        | Di        | Mi        | Do        | Fr        | Sa        | So        |
| 35        |           |           |           |           |           |           | 1         |
| 36        | 2         | 3         | 4         | 5         | 6         | 7         | 8         |
| 37        | 9         | 10        | 11        | 12        | 13        | 14        | 15        |
| 38        | 16        | 17        | 18        | 19        | 20        | 21        | 22        |
| 39        | 23        | 24        | 25        | 26        | 27        | 28        | 29        |
| 40        | 30        |           |           |           |           |           |           |
| --------- | --------- | --------- | --------- | --------- | --------- | --------- | --------- |

| Oktober | Oktober | Oktober | Oktober | Oktober | Oktober | Oktober | Oktober |
| Kw      | Mo      | Di      | Mi      | Do      | Fr      | Sa      | So      |
| 40      |         | 1       | 2       | 3       | 4       | 5       | 6       |
| 41      | 7       | 8       | 9       | 10      | 11      | 12      | 13      |
| 42      | 14      | 15      | 16      | 17      | 18      | 19      | 20      |
| 43      | 21      | 22      | 23      | 24      | 25      | 26      | 27      |
| 44      | 28      | 29      | 30      | 31      |         |         |         |
| ------- | ------- | ------- | ------- | ------- | ------- | ------- | ------- |

| November | November | November | November | November | November | November | November |
| Kw       | Mo       | Di       | Mi       | Do       | Fr       | Sa       | So       |
| 44       |          |          |          |          | 1        | 2        | 3        |
| 45       | 4        | 5        | 6        | 7        | 8        | 9        | 10       |
| 46       | 11       | 12       | 13       | 14       | 15       | 16       | 17       |
| 47       | 18       | 19       | 20       | 21       | 22       | 23       | 24       |
| 48       | 25       | 26       | 27       | 28       | 29       | 30       |          |
| -------- | -------- | -------- | -------- | -------- | -------- | -------- | -------- |

| Dezember | Dezember | Dezember | Dezember | Dezember | Dezember | Dezember | Dezember |
| Kw       | Mo       | Di       | Mi       | Do       | Fr       | Sa       | So       |
| 48       |          |          |          |          |          |          | 1        |
| 49       | 2        | 3        | 4        | 5        | 6        | 7        | 8        |
| 50       | 9        | 10       | 11       | 12       | 13       | 14       | 15       |
| 51       | 16       | 17       | 18       | 19       | 20       | 21       | 22       |
| 52       | 23       | 24       | 25       | 26       | 27       | 28       | 29       |
| 1        | 30       | 31       |          |          |          |          |          |
| -------- | -------- | -------- | -------- | -------- | -------- | -------- | -------- |

## Ereignisse

### Politik und Weltgeschehen

#### Mongolensturm
- Anfang des Jahres: Nachdem die mongolische Invasion der Rus im Vorjahr mit der Eroberung von Kiew abgeschlossen wurde, erfolgt mit einer Armee der Goldenen Horde unter Batu Khan der Mongolensturm auf Mitteleuropa: Die Städte Sandomierz und Krakau werden erobert und zerstört. Die Mongolen fallen auch in Siebenbürgen ein und zerstören Hermannstadt.
- 18. März: In einer Schlacht bei Chmielnik unterliegen polnische Ritter der westwärts ziehenden Goldenen Horde turko-mongolischer Tataren. Die Stadt, die bei dieser Gelegenheit erstmals urkundlich erwähnt wird, wird anschließend geplündert und zerstört.

- 9. April: In der Schlacht bei Liegnitz (Schlacht bei Wahlstatt) wird ein deutsch-polnisches Ritterheer (verstärkt durch Ordensritter) durch die Mongolen unter Orda Khan vernichtet. Ein nur einen Tagesritt entferntes böhmisches Heer König Wenzels I. kommt zu spät. Der Anführer des europäischen Heeres, Herzog Heinrich der Fromme von Schlesien, fällt in der Schlacht. Nach einem vergeblichen Versuch, Liegnitz zu erobern, stoppt Baidar Khan den Marsch nach Westen und zieht mit seinen Truppen stattdessen in Richtung Süden zur mongolischen Hauptmacht nach Ungarn.

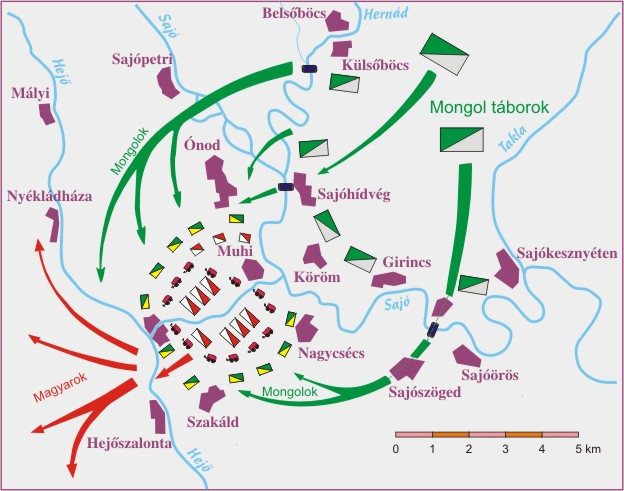
Schlachtverlauf der Schlacht von Muhi

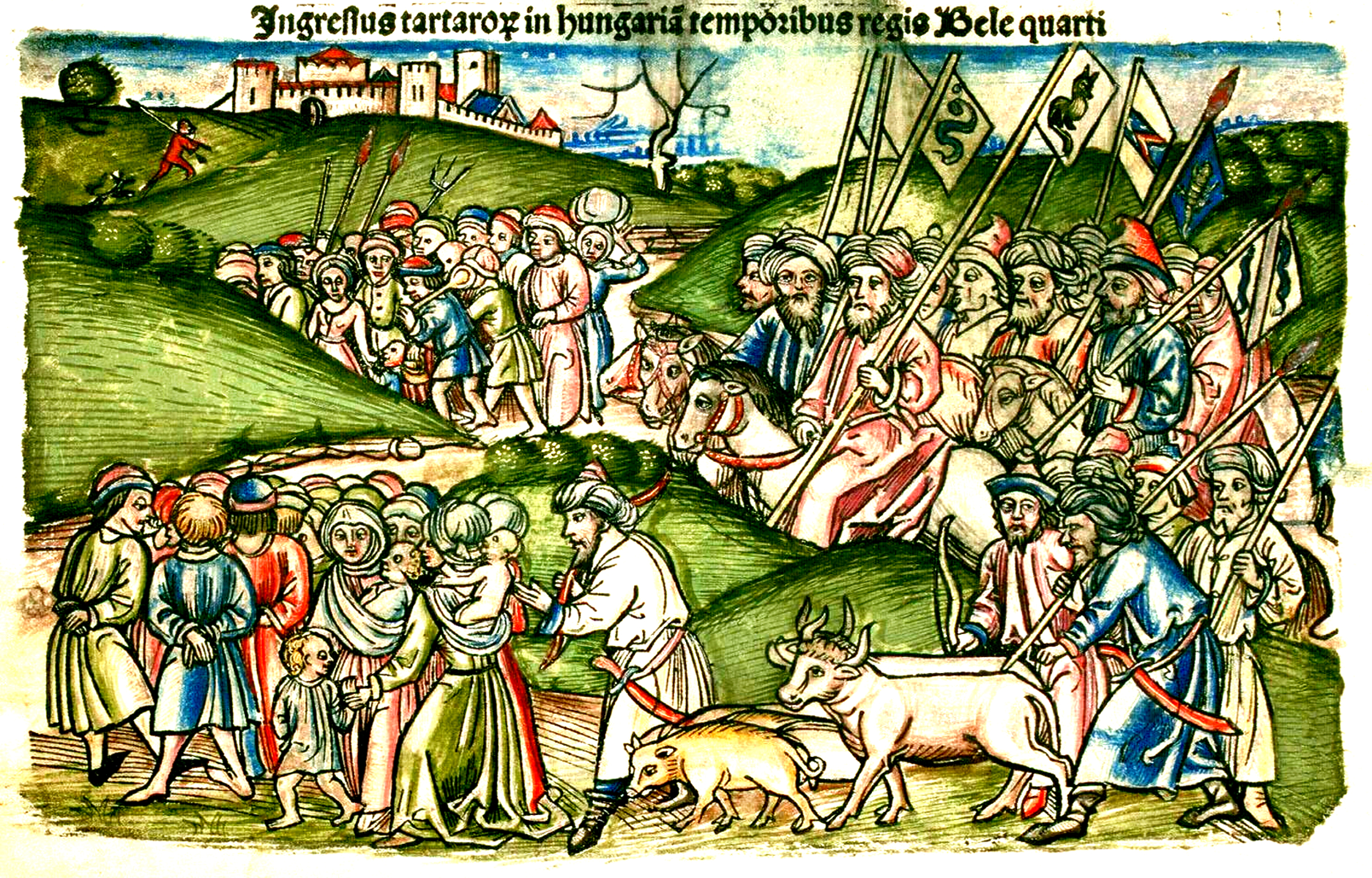
Nach der Schlacht bei Muhi schleppen Tataren versklavte Ungarn fort

- 11. April: In der Schlacht bei Muhi bezwingen die Mongolen unter Batu Khan auch das Heer des ungarischen Königs Béla IV. vernichtend. Nur wenige Ungarn können entkommen, unter ihnen König Bela. Zunächst flüchtet er über Nordungarn und Pressburg zum verfeindeten Herzog Friedrich II. von Österreich, der ihm den mitgeführten Staatsschatz abnimmt und ihn zur Abtretung dreier Grenzkomitate zwingt. Danach flieht er weiter nach Dalmatien.
- Unter den Gefallenen der Schlacht bei Muhi befindet sich auch Koloman von Galizien, der in den letzten Jahren den Kreuzzug gegen Bosnien angeführt hat. Der Kreuzzug endet damit.
- Die Mongolen plündern im Anschluss an die Schlacht bei Muhi die Stadt Spalato und bedrohen Triest. In der Folge setzen sie über die zugefrorene Donau, plündern die ungarische Hauptstadt Buda, verwüsten Transdanubien und stoßen bis Wiener Neustadt vor.
- 24. Juni: Der bulgarische Zar Iwan Assen II. stirbt nach einer Niederlage gegen die Mongolen. Sein minderjähriger Sohn Kaliman I. Assen hat dem im folgenden Jahr über das Zweite Bulgarische Reich hereinbrechenden Mongolensturm nichts entgegenzusetzen.
- 11. Dezember: Die Mongolen ziehen sich wegen der Nachfolgeregelung des verstorbenen Großkhans Ugedai aus Europa zurück.

#### Kreuzzüge

Das heilige Land nach dem Kreuzzug der Barone

- 23. April: Der Kreuzzug der Barone unter Richard von Cornwall bestätigt den im Vorjahr mit dem ayyubidischen Sultan as-Salih Ayyub ausgehandelten Vertrag und erreicht so auf diplomatischem Wege die Abtretung Galiläas und der Gebiete westlich des Jordans an das Königreich Jerusalem. Dies ist der größte Geländegewinn der Kreuzfahrer seit dem Ersten Kreuzzug. Richard wartet noch die Freilassung der letzten Gefangenen aus der Schlacht bei Gaza des Jahres 1239 ab und begibt sich am 3. Mai mit dem Großteil der Kreuzritter von Akkon aus auf die Heimreise nach England. Das Königreich Jerusalem lässt er in seiner größten territorialen Ausdehnung seit 1187, aber innerlich bürgerkriegsartig gespalten zurück.

#### England/Wales
- August: In einem raschen Feldzug kann der englische König Heinrich III. nach dem Tod des mächtigen Fürsten Llywelyn ab Iorwerth die Oberherrschaft über das walisische Königreich Gwynedd erringen. Am 29. August muss sich der neue Fürst Dafydd ap Llywelyn in Gwern Eigron am Ufer des Elwy ergeben. Zwei Tage später muss er die Friedensbedingungen des Königs in Rhuddlan akzeptieren. Er muss alle Eroberungen aufgeben, die sein Vater Llywelyn ab Iorwerth seit 1215 gemacht hat. Außerdem muss er am 24. Oktober nach London reisen und neuerlich unter demütigenden Bedingungen Heinrich III. huldigen. Zur Sicherung seiner Eroberungen beginnt Heinrich III. mit dem Bau der mächtigen Burg Dyserth, die den Conwy als Grenzfluss sichert. In Powys Wenwynwyn kommt Gruffydd ap Gwenwynwyn an die Macht, der mit dem englischen König verbündet ist. Zur Sicherung seiner Position in Mittelwales beginnt der König mit dem Wiederaufbau von Builth Castle, auf das Dafydd eigentlich durch seine Frau Isabel de Braose Anspruch hat. Der vollständig scheinende Sieg des Königs über die Waliser eint diese jedoch in der Folge gegen die Engländer und führt wenige Jahre später zu einem neuerlichen Krieg.

#### Mittel- und Osteuropa

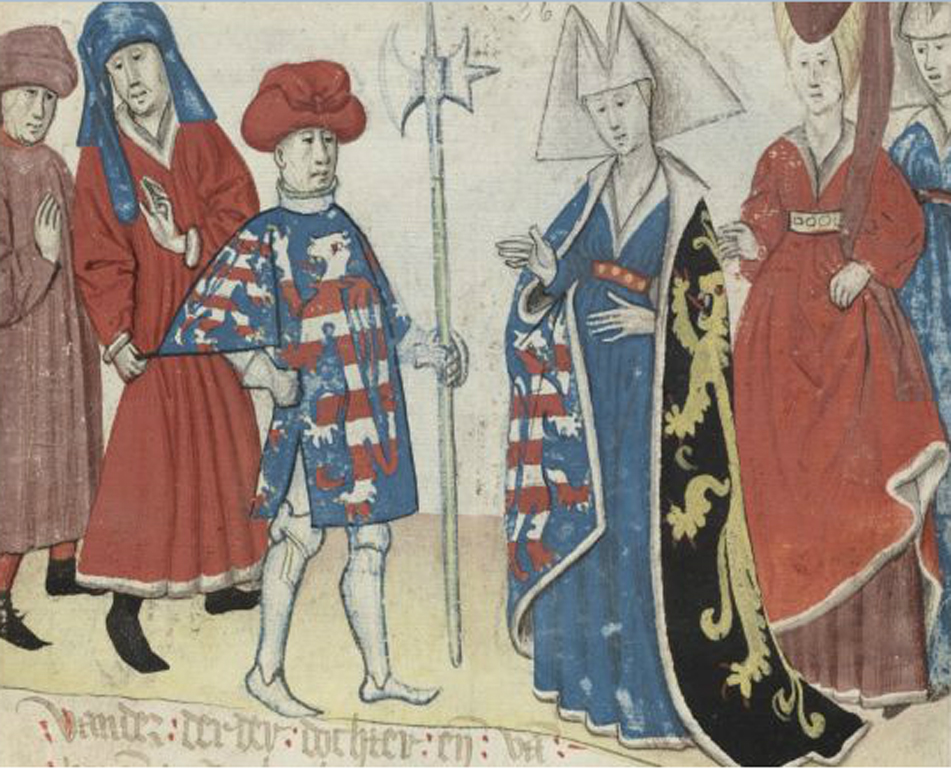
Die Heirat von Beatrix und Heinrich Raspe

- 10. März: Beatrix von Brabant heiratet Heinrich Raspe IV., Markgraf von Thüringen.

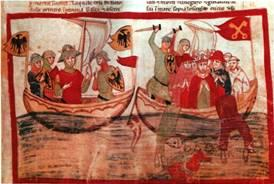
Darstellung der Seeschlacht von Giglio aus der Nuova Cronica des Giovanni Villani, frühes 14. Jahrhundert

- 3. Mai: Durch die Gefangennahme ranghoher Kirchenfürsten in der Seeschlacht von Giglio verhindert Kaiser Friedrich II. das Zustandekommen eines gegen ihn gerichtetes Kirchenkonzils in Roms.
- 7. Mai: König Wenzel von Böhmen unterzeichnet die Oberlausitzer Grenzurkunde.
- Polesien fällt unter den Einfluss des Großfürstentums Litauen.
- Ulrich I., der Stifter wird Graf von Württemberg.
- Die Städte Lübeck und Hamburg schließen ein Bündnis, das zur Grundlage für den späteren Wendischen Städtebund und die Hanse wird.

#### Stadtrechte und urkundliche Ersterwähnungen
- Wesel am Niederrhein erhält von Junggraf Dietrich primogenitus das Stadtrecht verliehen.
- Erste urkundliche Erwähnung von Dättlikon, Niedermuhlern, Sebnitz, Rapperswil BE, Stettfeld und Weinsberg

### Gesellschaft

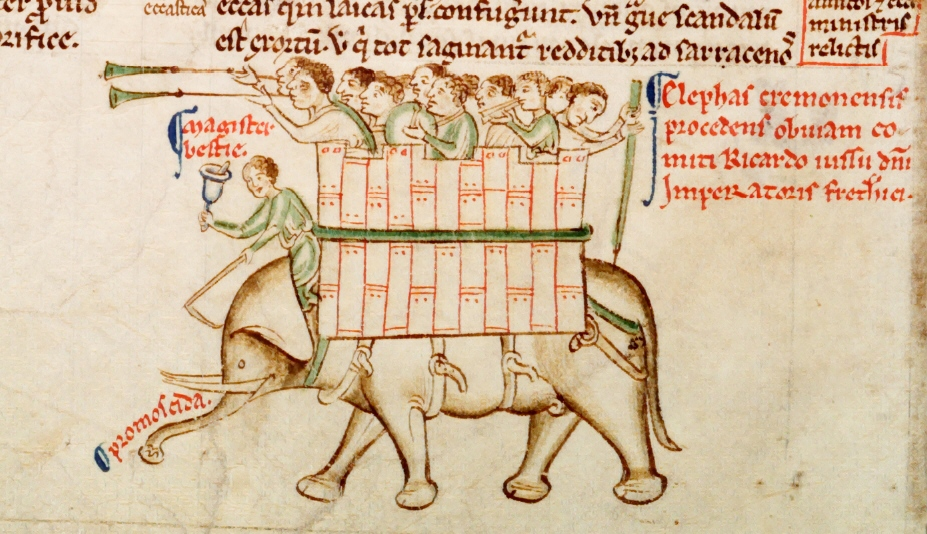
Illustration zur Prozession in Cremona aus Matthäus Paris’ Handschrift der Chronica maiora

- Anlässlich des Besuchs seines Schwagers Richard von Cornwall in Cremona hält Kaiser Friedrich II. einen Triumphzug ab, an dem auch der Elefant von Cremona teilnimmt.

### Religion
- Pfingsten: Johann von Wildeshausen wird auf dem Generalkapitel in Paris zum vierten Ordensmeister der Dominikaner gewählt.

Am 22. August stirbt nach fast 14-jährigem Pontifikat Papst Gregor IX. in Rom. Damit endet vorläufig der Konflikt mit Kaiser Friedrich II., der zu Ostern das Zusammentreten eines von Gregor einberufenen Konzils verhindert hat, indem er mehrere Kirchenfürsten gefangen genommen hat. Erstmals wird zur Wahl eines Nachfolgers für Gregor ein Konklave einberufen. Der römische Senator Matteo Rosso Orsini lässt die Kardinäle im Septasolium festsetzen. Einer der Kardinäle stirbt infolge der unerträglichen Hitze und der katastrophalen hygienischen Umstände.

Wappen von Coelestin IV.

Trotzdem kann sich das Konklave erst am 25. Oktober auf den Kardinalbischof von Sabina, Goffredo da Castiglione, einigen. Damit können sich diejenigen Kardinäle durchsetzen, die auf eine Versöhnung mit Kaiser Friedrich hinwirken wollen. Doch Goffredo, der den Namen Coelestin IV. annimmt, ist vom Konklave so geschwächt, dass er bereits am 10. November, noch vor seiner Inthronisierung, stirbt. Die darauf folgende Sedisvakanz dauert fast zwei Jahre.
- Die Kongregation der Dillinger Franziskanerinnen wird gegründet.

## Geboren
- 4. September: Alexander III., König von Schottland († 1286)
- Eleonore von Kastilien, Königin von England († 1290)
- Gregor II. von Zypern, Patriarch von Konstantinopel († 1290)
- Badr ad-Dīn Ibn Dschamāʿa, islamischer Rechtsgelehrter und Qādī der schafiitischen Lehrrichtung († 1333)
- Isabella von Ibelin, Königin von Zypern und Jerusalem († 1324)
- Leszek II., Seniorherzog von Polen († 1288)
- Mechthild von Hackeborn, deutsche Zisterzienserin und Mystikerin († 1298/99)
- Robert IV., Graf von Dreux und Braine († 1282)
- Wassili Jaroslawitsch, Großfürst von Wladimir († 1276)

## Gestorben

### Erstes Halbjahr
- 3. Januar: Hermann II., Landgraf von Thüringen (* 1222)
- 15. Februar: Heinrich I., Graf von Ortenburg und Murach
- Februar: Morgan Gam, walisischer Lord von Afan
- 16. März: Stephan III., Graf von Auxonne und Chalon-sur-Saône (* um 1172)
- 28. März: Waldemar II., Herzog von Schleswig und König von Dänemark (* 1170)
- März: William de Forz, englischer Adeliger
- 9. April: Heinrich II., Herzog von Schlesien und Princeps von Polen (* 1196/1207)
- 9. April: Andreas Wrbna-Freudenthal, schlesischer Adliger (unbekannt)
- 26. Mai: Roger Bernard II., Graf von Foix (* um 1195)
- 24. Juni: Iwan Assen II., Zar des Zweiten Bulgarischen Reichs (* vor 1218)

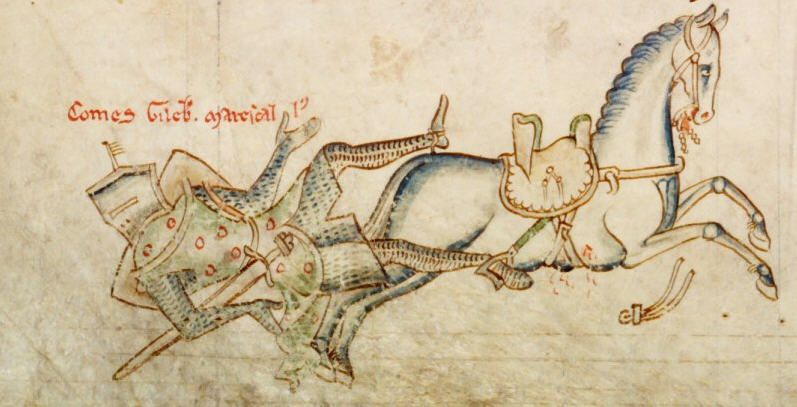
Tod des Gilbert Marshal (Darstellung aus der Chronica Majora des Matthäus Paris)

- 27. Juni: Gilbert Marshal, englischer Adeliger
- 28. Juni: Heinrich I. von Burgau, Graf von Berg und Markgraf von Burgau

### Zweites Halbjahr
- Juli oder August: Gilbert Basset, englischer Adeliger und Rebell
- 10. August: Eleonore von der Bretagne, englische Prinzessin aus dem Haus Plantagenet (* um 1184)
- 22. August: Ugolino dei Conti di Segni, unter dem Namen Gregor IX. Papst (* 1167)
- 20. September: Konrad II. von Salzwedel, Bischof von Cammin
- 23. September: Snorri Sturluson, altisländischer Dichter, Historiker und Politiker (* 1179)
- 26. September: Fujiwara no Sadaie, japanischer Dichter (* 1162)
- 11. Oktober: Stephen of Seagrave, englischer Ritter und Lordrichter, königlicher Justiciar

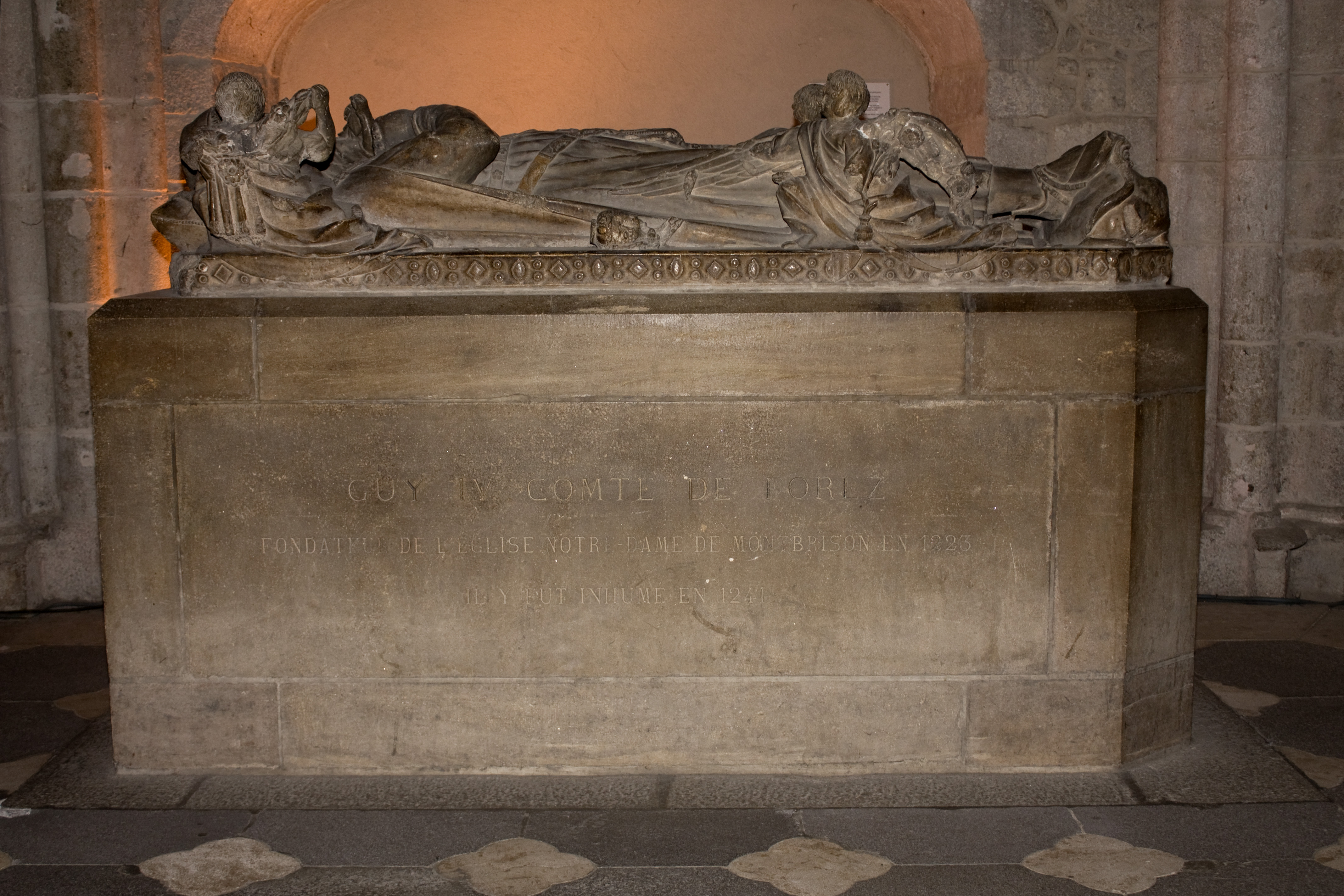
Der Sarkophag des Grafen Guigues IV. in der Kathedrale von Montbrison

- 29. Oktober: Guigues IV., Graf von Forez, Graf von Nevers, Auxerre und Tonnerre (* vor 1200)
- 10. November: Goffredo di Castiglione, unter dem Namen Coelestin IV. Papst
- 1. Dezember: Isabella von England, Kaiserin des Heiligen Römischen Reichs und Königin von Sizilien (* 1214)
- 8. Dezember: Hugh of Pattishall, englischer Lord High Treasurer, Bischof von Coventry und Lichfield
- 11. Dezember: Ögedei Khan, zweiter Großkhan der Mongolen (* 1186 oder 1189)
- 14. Dezember: Gernand, Bischof von Brandenburg

### Genaues Todesdatum unbekannt
- Altmann II. von Abensberg, deutscher Adliger
- Amalrich VII. von Montfort, Graf von Montfort-l’Amaury sowie Herr von Épernon, Vizegraf von Carcassonne, Béziers und Albi sowie Titulargraf von Toulouse und Titularherzog von Narbonne, Connétable von Frankreich, Kreuzfahrer im Albigenserkreuzzug (* 1195)
- Gertrud von Babenberg, Landgräfin von Thüringen (* um 1210/1215)
- Bohuslav I. von Hrabischitz, böhmischer Adliger (* um 1180)
- Walter de Dunstanville, englischer Adeliger (* um 1192)
- Gautier le Cornu, Erzbischof von Sens
- Koloman von Galizien, Fürst von Halitsch und Slawonie, König von Galizien und Lodomerien (* 1208)
- Irene Laskarina, Kaiserin von Nikaia (* um 1200)
- Manuel Komnenos Dukas Angelos, Regent in Thessaloniki und Thessalien
- Peter de Maulay, aus Frankreich stammender Ritter und Ratgeber der englischen Könige
- Narjot de Toucy, Herr von Barzanes und Regent des lateinischen Kaiserreichs von Konstantinopel
- William, Bischof von Argyll

### Gestorben um 1241
- 8. Juli 1241 oder 1242: Jacques de Bazoches, Bischof von Soissons